# Calliptamulus sulfurescens
Calliptamulus sulfurescens är en insektsart som beskrevs av Boris Petrovich Uvarov 1922. Calliptamulus sulfurescens ingår i släktet Calliptamulus och familjen gräshoppor. Inga underarter finns listade i Catalogue of Life.